# Гра з повною інформацією

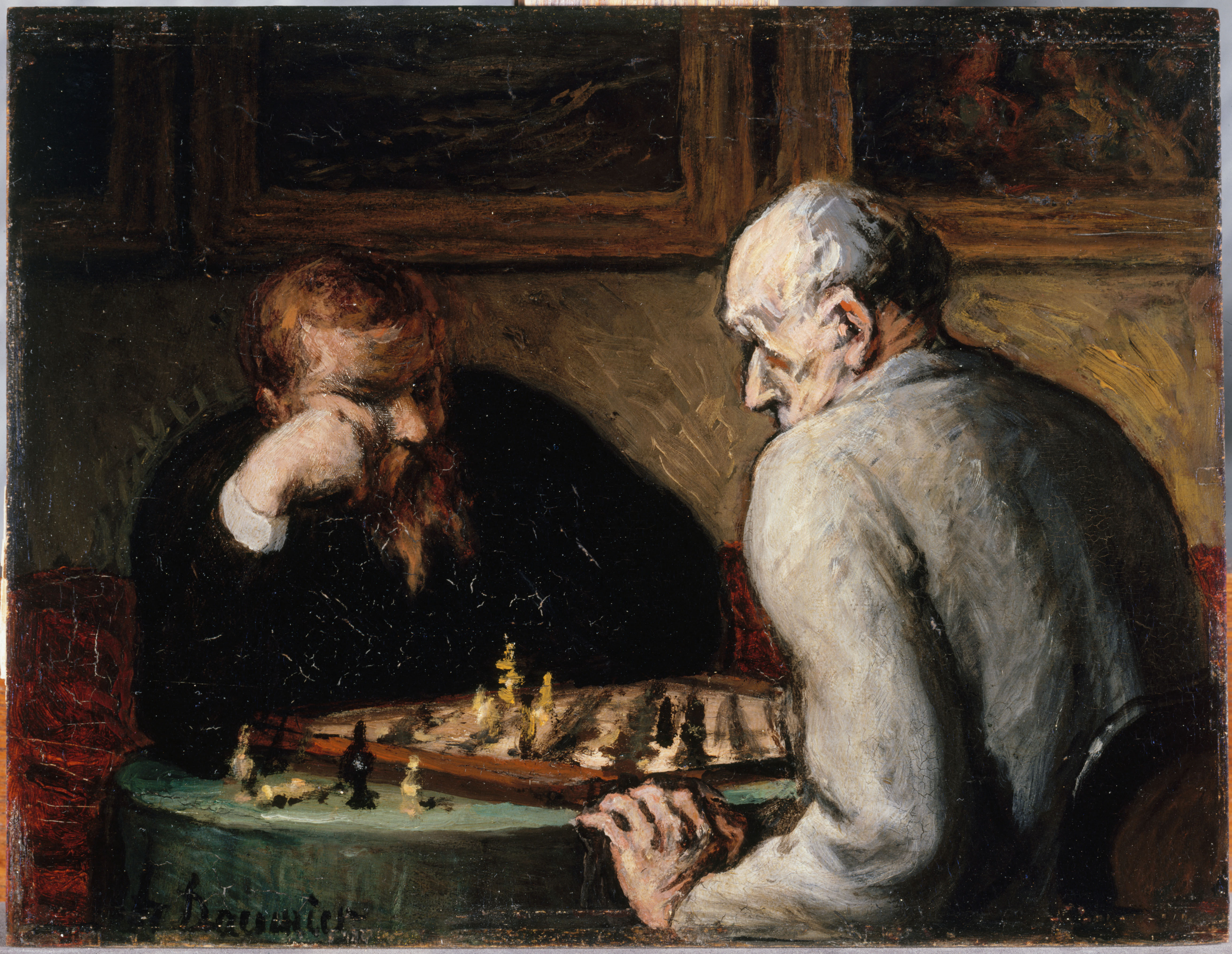
Оноре Дом'є, Шахісти

 Гра з повною інформацією (англ. game with perfect information — буквально «гра з досконалою інформацією») — термін теорії ігор, що позначає логічну гру, в якій для суперників відсутній елемент невизначеності.
Не цілком строго, але практично можна вважати, що гра є грою з повною інформацією, якщо:
- гравці впливають на ігрову ситуацію дискретними діями — ходами, порядок ходів визначений правилами і не залежить від таких параметрів, як швидкість реакції гравців (тобто черговий хід робить той, хто повинен його зробити за правилами, а не той, хто першим здогадався або встиг його зробити);
- в будь-який момент гри всі гравці мають повну інформацію про стан гри, тобто про позицію і всі можливі ходи будь-кого з гравців.

Якщо, до того ж, в жодному з аспектів гри (правилах, можливості або черговості ходів, визначенні моменту завершення гри або результату) не бере участі елемент випадковості, така гра буде ще й детермінованою.
Для будь-якої детермінованої гри з повною інформацією, теоретично, можна прорахувати все дерево можливих ходів гравців та визначити послідовність ходів, яка гарантовано приведе принаймні одного з них до виграшу або нічиєї, тобто завжди може бути побудований алгоритм виграшу або зведення гри внічию принаймні для однієї зі сторін.

## Приклади ігор з повною інформацією
До ігор з повною інформацією належить більшість детермінованих настільних ігор (наприклад, шахи, шашки, го, рендзю, сянці, сьоґі, хрестики-нулики, реверсі, манкала). Для більшості з них, однак, алгоритм виграшу або гарантованої нічиєї невідомий: хоча теоретично він існує і може бути знайдений. На практиці дерево варіантів занадто велике, щоб його можна було побудувати та проаналізувати за прийнятний час.
- Нім — математична стратегічна гра
- Ультиматум[en] — економічна гра
- Сороканіжка — форма гри, що передбачає розширення і розгалуження

## Приклади ігор з неповною інформацією
Не є іграми з повною інформацією такі ігри, як маджонг, крігшпіль, більшість картярських ігор.